# Justin Ruggiano
Justin Marshall Ruggiano (né le 12 avril 1982 à Austin, Texas, États-Unis) est un voltigeur des Giants de San Francisco de la Ligue majeure de baseball. 

## Carrière
Après des études secondaires à l'Anderson High School d'Austin (Texas), Justin Ruggiano suit des études supérieures au Blinn College puis à Texas A&M University où il porte les couleurs des Aggies du Texas en 2003 et 2004. Il est repêché le 7 juin 2004 par les Dodgers de Los Angeles.
Encore joueur de Ligues mineures, Ruggiano est échangé aux Devil Rays de Tampa Bay le 19 juin 2006 et fait ses débuts en Ligue majeure le 19 septembre 2007. Il entre en jeu au cours 7 rencontres en fin de saison puis est sélectionné en équipe des États-Unis pour prendre part à la Coupe du monde de baseball 2007 en novembre. Il joue six matches lors de la phase finale de la Coupe du monde pour une moyenne au bâton de ,350. Le 18 novembre, les États-Unis s'imposent en finale face à Cuba, 6-3.
En 2008, Ruggiano joue 45 parties en Ligue majeure dont 26 dans le champ gauche, 15 à droite et 5 au centre. La saison suivante, il doit se contenter d'évoluer en Triple-A avec les Bulls de Durham.
De retour dans les majeures en mai 2011, il joue 46 parties durant l'année avec les Rays de Tampa Bay. Il frappe pour ,248 de moyenne au bâton durant cette période, avec quatre circuits et 13 points produits. Il devient agent libre le 30 janvier 2012.

### Marlins de Miami
Le 6 février 2012, il signe un contrat des ligues mineures avec les Astros de Houston. Le 26 mai, les Astros, qui ne l'ont toujours pas fait jouer, l'échangent aux Marlins de Miami en retour de Jobduan Morales, un receveur des ligues mineures.
Il maintient une excellente moyenne au bâton de ,313 en 91 matchs des Marlins en 2012. Sa moyenne de puissance s'élève à ,535 avec 23 doubles et 13 circuits. Il ajoute 36 points produits et 14 buts volés.
En 2013, il dispute 128 matchs pour Miami. Il bat ses propres records de circuits (18), de buts volés (15) et de points produits (50) mais est retiré 114 fois sur des prises et voit ses moyennes au bâton et de puissance chuter à ,222 et ,396 respectivement, pour aller avec un faible pourcentage de présence sur les buts de ,298.

### Cubs de Chicago
Le 12 décembre 2013, les Marlins échangent Ruggiano aux Cubs de Chicago contre le voltigeur Brian Bogusevic. Il frappe pour ,281 en 81 matchs des Cubs en 2014, avec 6 coups de circuit.

### Mariners de Seattle
Les Cubs échangent Ruggiano aux Mariners de Seattle contre le lanceur droitier des ligues mineures Matt Brazis le 17 décembre 2014.

### Dodgers de Los Angeles
Ruggiano est échangé de Seattle aux Dodgers de Los Angeles contre un joueur à être nommé plus tard le 31 août 2015. En 21 matchs des Dodgers, il connaît du succès au bâton avec une moyenne de ,291 et 4 circuits. Ce court passage à Los Angeles lui permet de jouer pour la première fois en séries éliminatoires, mais il n'obtient pas de coup sûr et est retiré 3 fois sur des prises par les lanceurs des Mets de New York.
En 57 matchs de saison régulière en 2015, Ruggiano frappe pour ,248 avec 6 circuits et 15 points produits pour Seattle et Los Angeles.

### Rangers du Texas
Le 17 décembre 2015, Ruggiano signe avec les Rangers du Texas un contrat d'un an d'une valeur de 1,65 million de dollars.

## Statistiques
En saison régulière
| Statistiques de frappeur |           |    |    |    |    |    |    |    |     |    |       |
| Saison                   | Équipe    | J  | AB | R  | H  | 2B | 3B | HR | RBI | SB | BA    |
| 2007                     | Tampa Bay | 7  | 14 | 2  | 3  | 0  | 0  | 0  | 3   | 0  | .214  |
| 2008                     | Tampa Bay | 45 | 76 | 9  | 15 | 4  | 0  | 2  | 7   | 2  | .197  |
| Totaux                   | Totaux    | 52 | 90 | 11 | 18 | 4  | 0  | 2  | 10  | 2  | 0,200 |

Note: J = Matches joués; AB = Passages au bâton; R = Points; H = Coups sûrs; 2B = Doubles; 
3B = Triples; HR = Coup de circuit; RBI = Points produits; SB = buts volés; BA = Moyenne au bâton.